# Dijon FCO
Dijon Football Côte d'Or este un club de fotbal din Dijon, Franța, care evoluează în Championnat National. Dijon joacă meciurile de acasă pe Stade Gaston Gérard.